# خرد جامعه‌شناسی
خِرَدِ جامعه‌شناسی کتابی از یوسف اباذری است که نویسنده در آن به بررسی نقادانهٔ تاریخِ شکل‌گیریِ جامعه‌شناسی و نسبت آن با روشنگری با استفاده از چارچوب‌های نظری یورگن هابرماس و والتر بنیامین می‌پردازد. این کتاب در اصل، رسالهٔ دکتریِ نویسنده در دانشگاه تهران (۱۳۷۴) است.

## نقد
مراد فرهادپور طی مقاله‌ای در نشریه کیان به نقد این کتاب پرداخت.
سید جواد میری در یک سخنرانی در خرداد ۱۳۹۴ دربارهٔ این کتاب می‌گوید: «۱۵ سال پیش که به ایران آمدم کتاب خرد جامعه‌شناسی را خواندم که به نظرم آشفتگی زیادی در مفهوم‌سازی داشت و کتاب برایم قابل درک نبود.»
صاحبنظران دیگری از جمله بیژن عبدالکریمی و حمیدرضا جلایی‌پور نیز در نقدِ اباذری به آرای او در این کتاب اشاره کرده‌اند.
علی پایا و محمدامین قانعی‌راد روایت مختصری از دیدگاه‌های اباذری در این کتاب ارائه داده‌اند.